# Mellerhöfe
Mellerhöfe (auch Meller) bildet zusammen mit Gymnich einen Stadtteil von Erftstadt im Rhein-Erft-Kreis, Nordrhein-Westfalen.

## Geschichte
Die Herkunft des Ortsnamens Meller ist ungeklärt. Möglicherweise entstand eine fränkische Siedlung an einem römischen Meilenstein „miliarium“, die sich ihren Namen nach diesen Meilenstein gab.

### Mittelalter
Der Ort Meller wurde zuerst 1155 in einer Handschrift des Benediktinerklosters Deutz als Ort „Milre“ erwähnt, der zur Pfarre Lechenich gehörte. Im Mittelalter war Meller ein kleines aus mehreren Höfen bestehendes Dorf. Einige Höfe waren Burglehen der erzbischöflichen Burg Lechenich, die an Adelige vergeben wurden. Einige Familien, darunter die des bereits 1293 genannten Jordan von Meller nannten sich nach ihrem Herkunftsort „von Meller“. Jordan war der Vorfahre der adeligen Familie von Meller, die Mitte des 15. Jahrhunderts einen Lehnshof in Meller besaß.
Im Erbgang kam der Hof 1485 über Iburg, die Tochter Heinrichs von Meller zu Friesheim, an die Familie Wolff Metternich. Der Mellerhof, der nach dem Pächter Otter auch Ottershof genannt wurde, blieb im Besitz der Grafen Wolff Metternich.

### Neuzeit

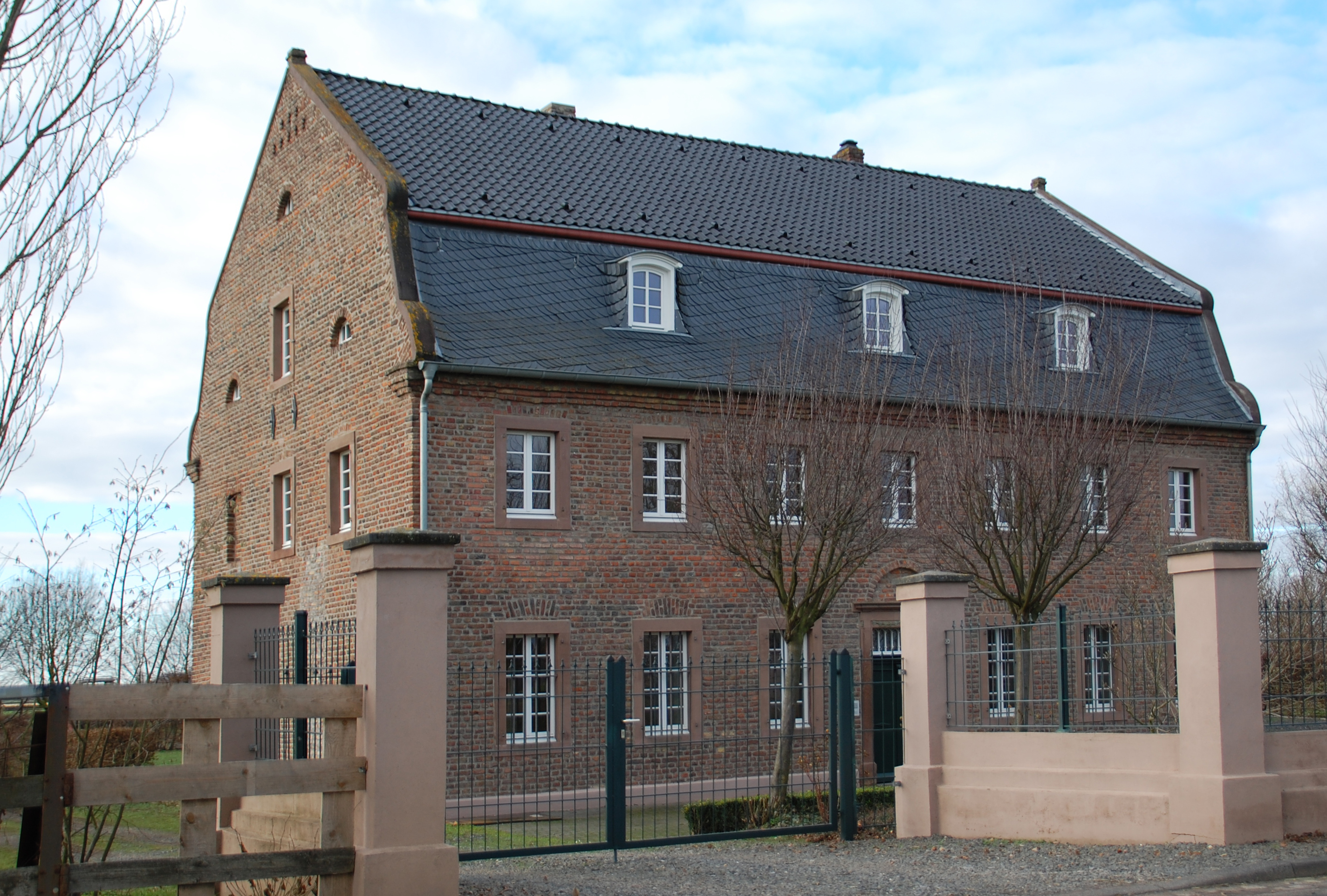
Metternicher Hof, Wohnhaus

Meller entwickelte sich nie zu einer geschlossenen, geschützten Dorfanlage, sodass der Ort von Kriegen besonders beeinträchtigt wurde. Im niederländischen Krieg wurden Häuser und Hofstätten abgebrannt und zum Teil nicht wieder aufgebaut. Auch während der Belagerung Lechenichs im Jahr 1642 wurde das nicht weit entfernte Meller in Mitleidenschaft gezogen, die noch bestehenden Häuser und Hofstätten wurden abermals abgebrannt.
Die Einwohner Mellers gehörten wie die Einwohner Herrigs zur Lechenicher Bürgerschaft und zahlten zusammen mit Herrig die fälligen Abgaben. Sie wurden durch den Herriger Ortsvorsteher im Lechenicher Stadtrat vertreten.
Bei der steuerlichen Veranschlagung des Jahres 1664 wurden vier Häuser und Höfe verzeichnet, der Adelshof der Wolff Metternich, der Weidenfelder oder Mönchehof, der Hof des Wilhelm Statz und der kleinere Hof des Jakob Bolder. 1739 war die Anzahl der abgabenpflichtigen Haushalte in Meller unverändert geblieben.
Den Hof des Jakob Bolder verkauften seine Erben an die Herren Wolff Metternich, die auch einen großen Teil der Weidenfelder Hofgüter erwarben. Diese Ländereien fielen an den Metternicher Hof zu Meller. Den restlichen Teil des Weidenfelder Hofes kaufte die Familie Kalscheuer, die auch den Besitz der Erbengemeinschaft Statz erworben hatte.

### 19. und 20. Jahrhundert
Im Jahre 1801 bestand Meller aus zwei Höfen, dem Metternicher Hof oder Ottershof, und dem Hof der Familie Kalscheuer. Der Ort entwickelte sich in der Folgezeit nicht zu einer geschlossenen Ortschaft, so dass der im 19. Jahrhundert entstandene Name Mellerhöfe seine Berechtigung behielt.
Kommunal gehörte Mellerhöfe mit Herrig in der napoleonischen Zeit zur Mairie Lechenich des gleichnamigen Kantons und nach 1815 zur Bürgermeisterei (seit 1927 zum Amt) Lechenich. Diese Einteilung bestand bis zur kommunalen Verwaltungsreform und der Bildung der Stadt Erftstadt am 1. Juli 1969. Nach 1969 wurde Mellerhöfe von der Stadt Erftstadt Gymnich zugeordnet.

## Heutiges Ortsbild
Heute besteht der Ort aus vier Höfen sowie einigen Wohnhäusern und ist nach wie vor stark von der Landwirtschaft geprägt. Zu den Höfen gehören der schon 1664 genannte Hof der Familien Statz und der Metternicher Hof, der 1963 einen neuen Besitzer erhielt. Haus und Hofgebäude wurden neu errichtet, die alten Gebäude verkauft. Nach der Restaurierung des barocken Wohnhauses von 1730 und der übrigen Gebäude 1998 durch den damaligen Besitzer wurden sie erneut verkauft.
Auf den weit überschaubaren Feldern zwischen Mellerhöfe und dem östlich gelegenen Dirmerzheim wurden 2006 sechs Windkraftanlagen errichtet.

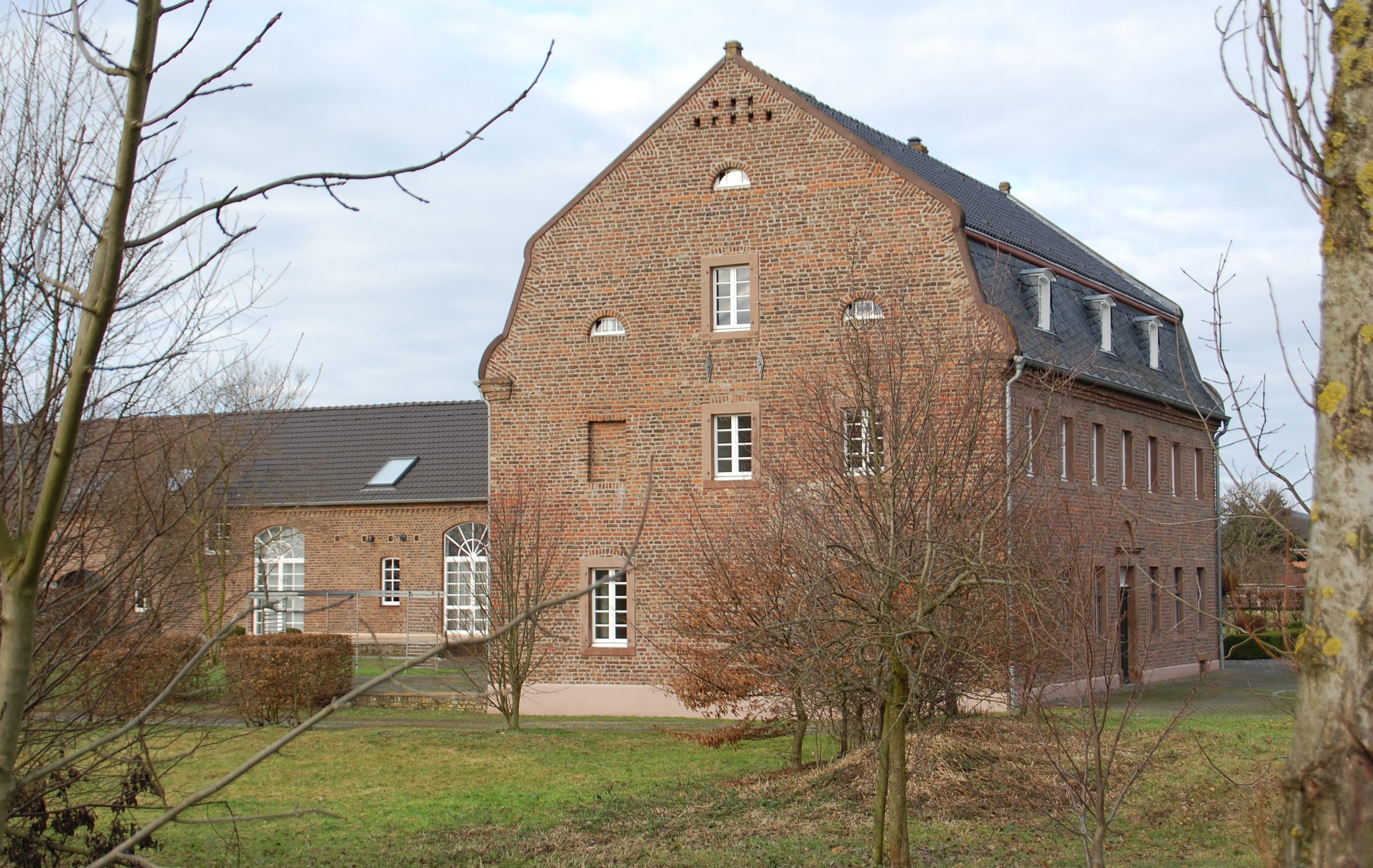
Metternicher Hof
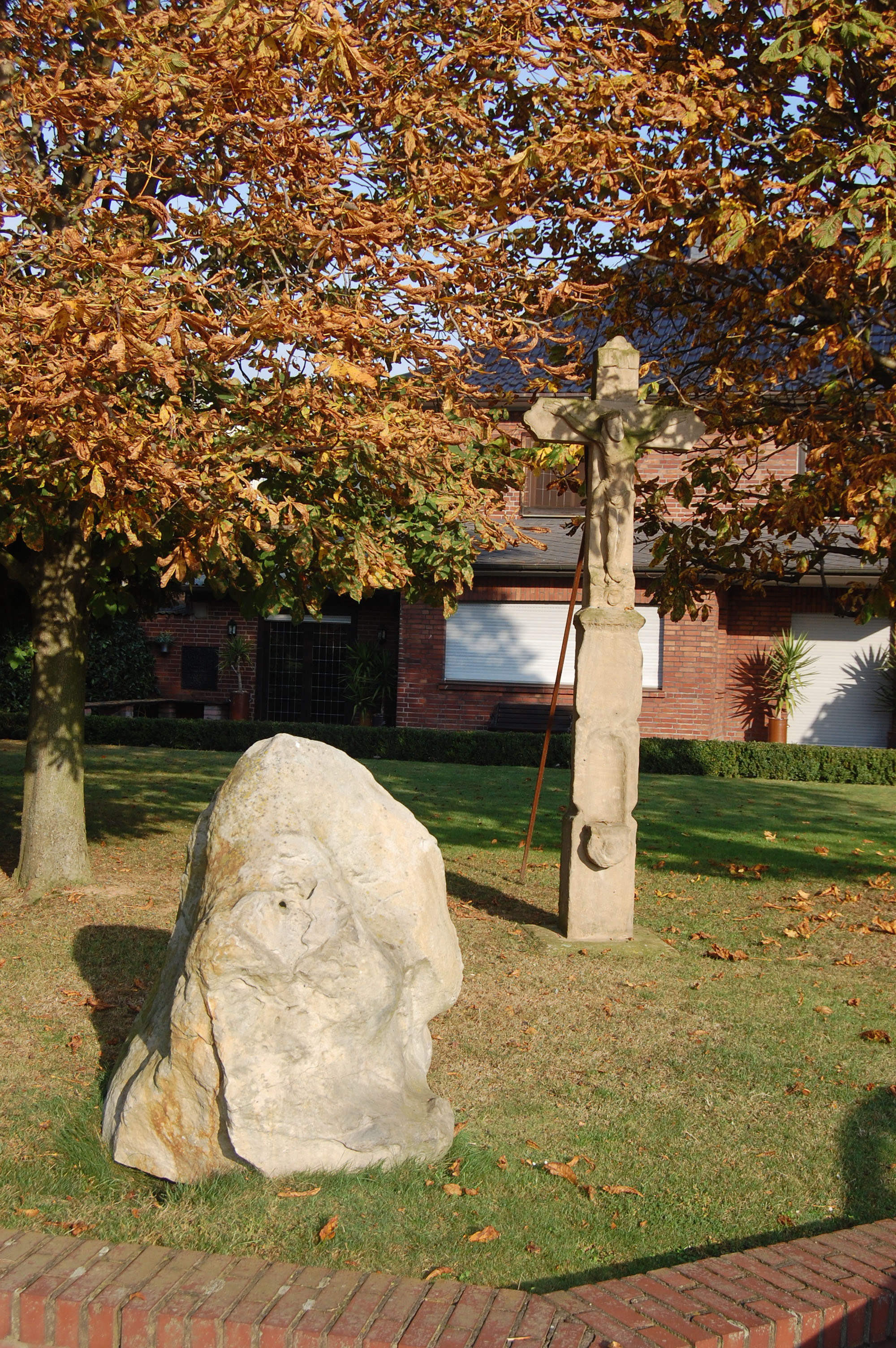
Kruzifix in Mellerhöfe
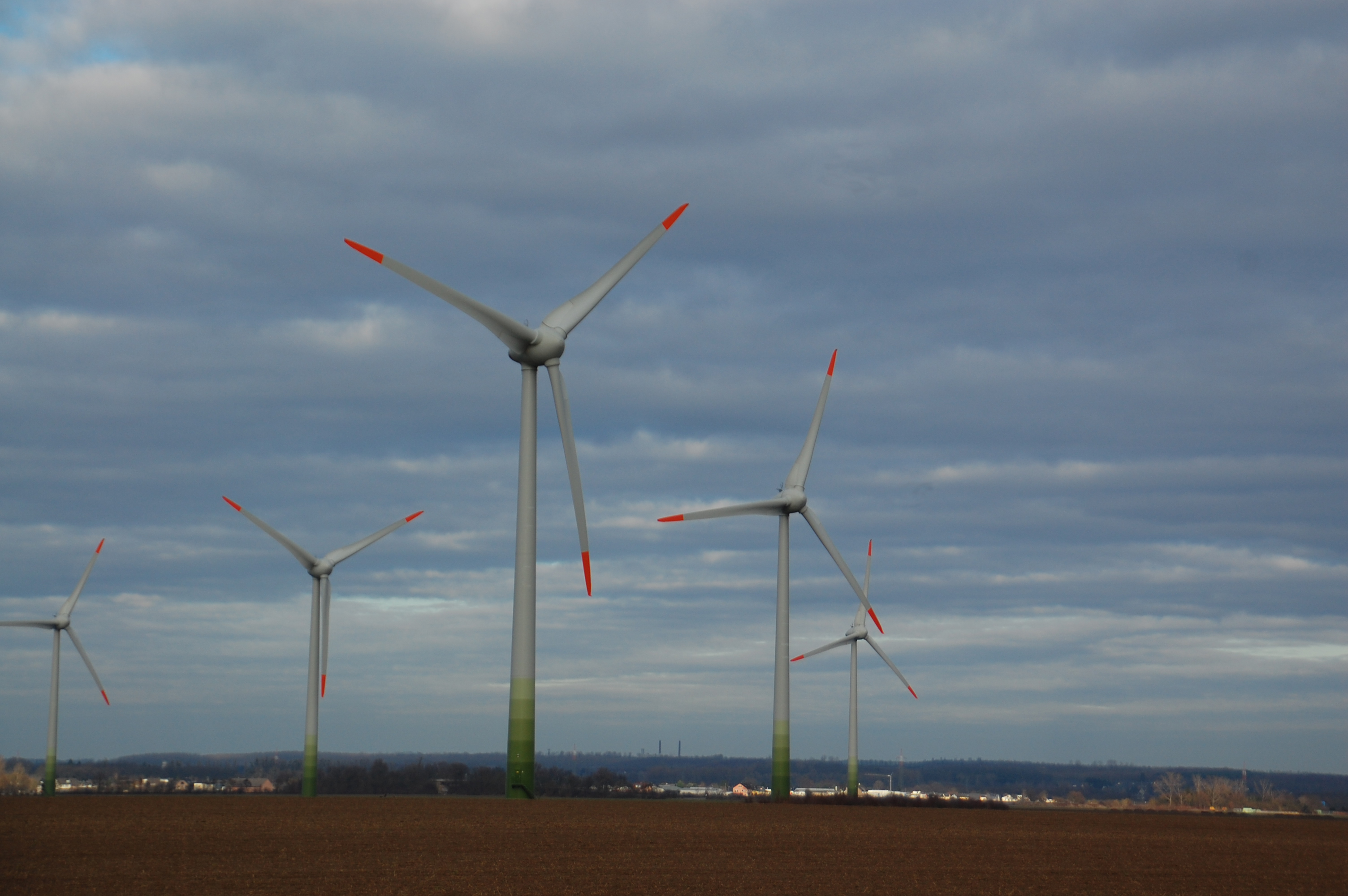
Windkraftanlagen zwischen Mellerhöfe und Dirmerzheim